# Majdan Trzebieski
Majdan Trzebieski (dawn. Majdan Trzebiesza) – wieś w Polsce położona w województwie lubelskim, w powiecie opolskim, w gminie Opole Lubelskie.
Majdan Trzebieski znajduje się 5 km od Opola Lubelskiego.
| SIMC    | Nazwa    | Rodzaj    |
| ------- | -------- | --------- |
| 1023061 | Wymysłów | część wsi |

W latach 1975–1998 miejscowość administracyjnie należała do ówczesnego województwa lubelskiego.
Wieś stanowi sołectwo w gminie Opole Lubelskie. Według Narodowego Spisu Powszechnego z roku 2011 wieś liczyła 131 mieszkańców.